# Vedbygård
Vedbygaard eller Vedbygård er en herregård/gods beliggende i Ruds Vedby Sogn på Vestsjælland. Midt i landsbyen Ruds Vedby, ved den lille Hovsø – ca. 20 km nord for Slagelse.
Godsets areal er på 498 hektar.

## Historie
Jørgen Rud overtog i 1429 herregården ved et mageskifte med Erik af Pommeren, og den forblev i slægten Ruds eje indtil 1671.
Vedbygaard blev ødelagt under grevens fejde og genopbygget ca. år 1540 som et trefløjet anlæg i gotik med blandt andet kamtakkede gavle. I det indre findes stadig kalkmalerier og bemalede lofter fra 1500-tallet. Omkring 1854 blev syd- og nordfløjen restaureret. H.B. Storck tilføjede et gartnerhus (1868) og ishus (1870), som er blevet ombygget til anden anvendelse i 2021 og en forvaltergård (1878). Pavillonen i bindingsværk på sydfløjen er bygget omkring år 1900 i forbindelse med en kraftig restaurering, eller snarere tilbageføring, ved arkitekt F.C.C. Hansen, assisteret af Storck og Hans J. Holm. Op gennem tiden har der været forskellige ejere på gården, indtil den blev arvet af H.C. Lunds adoptivdatter Charlotte Storck, som blev gift med Sjællands biskop Peder Madsen. Efter bispens død blev gården, ved testamentarisk bestemmelse, rekonvalescenthjem fra 1917 og tilknyttet Diakonissestiftelsen i København. 
I efteråret 2015 blev godset sat til salg for 115 mio. kr. I 2018 blev gården solgt til privat eje igen. Parken er åben for besøgende om søndagen. 
Vedbygård var centrum for Stamhuset Barnersborg, oprettet 1767. Ruds Vedby Kirke hørte indtil 1966 til Vedbygaard.
På amfiteatret i parken har Ruds Vedby Borgspil siden 1988 opført amatørteater med udgangspunkt i historiske begivenheder og sagn fra lokalområdet.

## Ejere af Vedbygaard
- (1241-1275) Kronen
- (1275-1312) Stig Vedbye (lensmand)
- (1312-1319) Peder Tygesen Grubbe (lensmand)
- (1319-1346) Niels Pedersen Grubbe (lensmand)
- (1346-1365) Jacob Begere (lensmand)
- (1365-1366) Valdemar Atterdag
- (1366-1369) Gottschalk von Rastorp (i DK senere: Rostrup) (lensmand)
- (1369-1429) Kronen
- (1429) Jørgen Mikkelsen Rud
- (1429-1461) Mikkel Jørgensen Rud
- (1461-1465) Otto Mikkelsen Rud / Jørgen Mikkelsen Rud
- (1465-1470) Otto Mikkelsen Rud
- (1470-1504) Jørgen Mikkelsen Rud
- (1504-1505) Knud Jørgensen Rud / Otto Jørgensen Rud
- (1505-1511) Otto Jørgensen Rud
- (1511-1554) Knud Jørgensen Rud
- (1554-1571) Jørgen Knudsen Rud
- (1571-1617) Knud Jørgensen Rud
- (1617-1620) Lene Knudsdatter Rud gift Grubbe
- (1620-1640) Jørgen Eilersen Grubbe
- (1640-1647) Lene Knudsdatter Rud gift Grubbe
- (1647-1667) Slægten Rud / Slægten Grubbe
- (1667-1671) Lene Knudsdatter Rud gift Grubbe
- (1671-1672) Sivert Jørgensen Grubbe
- (1672) Hille Christiansdatter Bülow Wetendorf gift (1) Grubbe (2) Lützow
- (1672-1674) Jørgen Sivertsen Rud Grubbe
- (1674-1679) Hille Christiansdatter Bülow Wetendorf gift (1) Grubbe (2) Lützow
- (1679-1696) Mathias Frederik Lützow
- (1696-1700) Hille Christiansdatter Bülow Wetendorf gift (1) Grubbe (2) Lützow
- (1700) Lene Kirstine Sivertsdatter Grubbe gift (1) von Barner (2) Barnevitz
- (1700-1712) Friederich August von Barner
- (1712-1715) Lene Kirstine Sivertsdatter Grubbe gift (1) von Barner (2) Barnevitz
- (1715-1736) Carl Frederik Barnevitz
- (1736-1738) Lene Kirstine Sivertsdatter Grubbe gift (1) von Barner (2) Barnevitz
- (1738-1768) Joachim Hartwig Johann von Barner
- (1768-1775) Helmuth Gotthardt von Barner
- (1775) Henriette Margrethe Lente Adeler gift von Barner
- (1775-1811) Hartvig Gottfried von Barner
- (1811-1818) Conradine Erica Johannes Fabritius de Tengnagel gift von Barner
- (1818-1844) Peter Sigvard de Neergaard
- (1844-1853) Olaus Olavius Meldahl
- (1853-1854) Frederik Vilhelm Schytte
- (1854-1861) Henrich Gerner Hansen Gamst
- (1861-1871) Hans Christian Lund
- (1871-1892) Pauline Friis gift Lund
- (1892) Charlotte Storck, gift Madsen
- (1892-1911) Peder Jensen Madsen
- (1911-1917) Charlotte Storck, gift Madsen
- (1917-2018) Institutionen Vedbygaard Rekonvalescenthjem
- (2018-) Dan Svenningsen (Amvest)[3]

## Ledere af Rekonvalescenthjemmet
- (1924- ) Diakonissestiftelsens administration
- (1925-1927) Søster Elisabeth Asmussen
- (1927-1948) Søster Olga Endrup
- (1948-1961) Søster Anna Johansen
- (1961-1966) Søster Martha Riber
- (1966-1979) Søster Maria Nielsen
- (1979-1986) Søster Lilly Petersen
- (1986-1988) Søster Marie Andersen
- (1988) Søster Bente Birkmose (konstitueret)
- (1989-1999) Søster Marie Dalgaard
- (1999-2009) Lillian Grønlund
- (2009-2014) Diakonissesstiftelsen administration

## Links/henvisninger
- Ruds Vedby Borgspil
- J.P. Trap, Danmark, 5. udgave, Kraks Landbrug